# Navas de Oro
Navas de Oro – gmina w Hiszpanii, w prowincji Segowia, w Kastylii i León, o powierzchni 62,27 km². W 2011 roku gmina liczyła 1451 mieszkańców.